# 埃尔斯奥梅利翁斯
埃尔斯奥梅利翁斯是西班牙加泰罗尼亚莱里达省的一个市镇。 总面积11平方公里，总人口248人（2001年），人口密度23人/平方公里。